# 谢赫 (南朝)
谢赫（？—？），南朝齐、梁人，画家、艺术理论家。

## 成就
谢赫擅长人物肖像画，但其更著名的是他在艺术理论方面的造诣。在其创作的《古画品录》中，谢赫提出了绘画六法，对后世影响很大。